# ناتالي بيتس
ناتالي بيتس (بالإنجليزية: Nathalie Bates) هي دراجة أسترالية، ولدت في 29 مارس 1980 في أستراليا.

## وصلات خارجية
- ناتالي بيتس على موقع الاتحاد الدولي للدراجات (الإنجليزية)
- ناتالي بيتس على موقع إحصائيات الدراجات الإحترافية (الإنجليزية)
- ناتالي بيتس على موقع نسبة الدراجات (الإنجليزية)
- ناتالي بيتس على موقع CycleBase (الإنجليزية)
- ناتالي بيتس على موقع اتحاد ألعاب الكومنولث (مؤرشف) (الإنجليزية)
- ناتالي بيتس على موقع دورة ألعاب الكومنولث 2006 (مؤرشف) (الإنجليزية)